# Marco Delvecchio
Marco Delvecchio (Milão, 7 de abril de 1973) é um ex-futebolista italiano que atuava como atacante.

## Carreira

### Clubes
Delvecchio foi revelado nas categorias de base da Internazionale, onde se profissionaliza em 1991. Com poucas chances em sua equipe de coração, é emprestado para Venezia e Udinese. Na temporada 1994-95, retorna à Inter, onde consegue um lugar entre os titulares, mas é negociado ao fim da temporada com a Roma.
Na capital italiana, chega ao ápice de seu futebol. Em suas primeiras temporadas, ocupando o posto de centroavante no 4-3-3 de Zeman marca alguns gols, contudo é freqüentemente criticado pelos torcedores giallorossi por perder chances excessivas. Com a confiança do treinador, manteve seu posto de titular e passou a comemorar seus gols trazendo as mãos às orelhas e indagando aos torcedores sobre as vaias. Esta comemoração tornou-se marcante em sua carreira.
Na temporada 1999-00, com a chegada de Capello, Delvecchio volta ao banco, e é utilizado em poucas oportunidades, sempre como atacante mais recuado, deixando seu antigo posto à Montella. Na temporada seguinte, mesmo com a vinda de Batistuta, Delvecchio se firma na equipe titular graças à confiança de Capello, que opta por um tridente ofensivo com o já capitão Totti, o bomber argentino Batistuta, e Supermarco Delvecchio, como passou a ser chamado pela torcida, graças a seu desempenho fulminante nos derbys contra a Lazio na temporada da conquista do scudetto.
Após o título, voltou a amargar o banco graças às freqüentes boas atuações de Montella e à troca de formação de Capello, que optara por uma tática com apenas dois homens avançados. Alternando bons e maus momentos, passa a maior parte das temporadas seguintes no banco romanista, até ser repassado em empréstimo ao Brescia, em janeiro de 2005. Em sua entrevista coletiva quando de sua saída de Roma, declarou que sentiria falta da bandeira do clube, e que continuaria a amar o time que mais lhe deu oportunidades. Declarou também que gostaria de voltar ao clube no futuro em um papel administrativo. Supermarco, como ficou conhecido pela torcida giallorossa, marcou suas dez temporadas com a camisa 24 do time da capital marcando 59 gols em 211 jogos. Contra a Lazio, foram nove gols, recorde absoluto na história do clássico, o que lhe valeu a alcunha de O Homem do Derby.
Em maio de 2005, foi rebaixado à Serie B junto do Brescia, e na temporada seguinte assinou com o Parma. Após uma instável seqüência de jogos, optou pelo Ascoli para a disputa da temporada 2006-07 da Serie A.

### Seleção
Com a Seleção Italiana Sub-21, Delvecchio participou dos Campeonatos Europeus em 1994 e 1996, e saiu com o título destes dois, sendo o último após uma disputa de pênaltis na decisão contra a Espanha. Já com a Seleção Principal, marcou três gols em quatorze presenças, o mais importante contra a França na final da Eurocopa de 2000. Também disputou a Copa do Mundo de 2002 pela Azzurra, sem no entanto ter entrado em campo.

## Títulos
- Campeonato Italiano - 1 (Roma, 2001)
- Campeonato Europeu de Futebol Sub-21 - 2 (Itália Sub-21, 1994 e 1996)